# Gobierno estatal de Turingia
El Gobierno estatal de Turingia (en alemán, Thüringer Landesregierung) es la institución de carácter ejecutivo en que se organiza el gobierno estatal del estado federado de Turingia (Alemania).
El gobierno está formado por el Ministro-Presidente, quien encabeza el poder ejecutivo, y los ministros estatales, que son nombrados por el jefe del ejecutivo. El Ministro-Presidente establece las directrices de la política gubernamental y es responsable de ellas (lo que se conoce como la autoridad política). Dentro de las directrices establecidas, los ministros gestionan de manera independiente el área de responsabilidad que les ha sido asignada (el ministerio correspondiente). El gobierno estatal opera de acuerdo con normas de procedimiento.
El Ministro-Presidente es elegido por la mayoría del Parlamento Regional Turingio, pudiendo ser elegido en las dos primeras rondas por mayoría absoluta de la cámara y en la tercera por mayoría simple, con más votos a favor que en contra. En caso de no obtener ninguna de las dos mayorías, se procederá a la búsqueda de un nuevo candidato.

## Listado de Ministros-presidentes desde 1990
| Legislatura     | Gobierno     | N.º | Fotografía              | Ministro-Presidente del Gobierno estatal de Turingia | Inicio del mandato      | Fin del mandato         | Duración del mandato       |
| --------------- | ------------ | --- | ----------------------- | ---------------------------------------------------- | ----------------------- | ----------------------- | -------------------------- |
| I (1990-1994)   | Duchač       | 1.° |                         | Josef Duchač                                         | 8 de noviembre de 1990  | 11 de febrero de 1992   | 2 años y 3 días            |
| I (1990-1994)   | Vogel I      | 2.° |                         | Bernhard Vogel                                       | 11 de febrero de 1992   | 30 de noviembre de 1994 | 10 años, 6 meses y 24 días |
| II (1994-1999)  | Vogel II     | 2.° | 30 de noviembre de 1994 | Bernhard Vogel                                       | 1 de octubre de 1999    |                         | 10 años, 6 meses y 24 días |
| III (1999-2004) | Vogel III    | 2.° | 1 de octubre de 1999    | Bernhard Vogel                                       | 5 de junio de 2003      |                         | 10 años, 6 meses y 24 días |
| III (1999-2004) | Althaus I    | 3.° |                         | Dieter Althaus                                       | 5 de junio de 2003      | 8 de julio de 2004      | 5 años, 11 meses y 29 días |
| IV (2004-2009)  | Althaus II   | 3.° | 8 de julio de 2004      | Dieter Althaus                                       | 4 de junio de 2009      |                         | 5 años, 11 meses y 29 días |
| V (2009-2014)   | Lieberknecht | 4.ª |                         | Christine Lieberknecht                               | 4 de junio de 2009      | 5 de diciembre de 2014  | 5 años, 6 meses y 1 día    |
| VI (2014-2019)  | Ramelow I    | 5.° |                         | Bodo Ramelow                                         | 5 de diciembre de 2014  | 5 de febrero de 2020    | 5 años y 2 meses           |
| VII (2019-2024) | Kemmerich    | 6.° |                         | Thomas Kemmerich                                     | 5 de febrero de 2020    | 4 de marzo de 2020      | 28 días                    |
| VII (2019-2024) | Ramelow II   | 5.° |                         | Bodo Ramelow                                         | 4 de marzo de 2020      | En el cargo             | 4 años, 9 meses y 8 días   |
| VIII (2024-)    | Voigt        | 7.° |                         | Mario Voigt                                          | 12 de diciembre de 2024 | En el cargo             | 7 meses y 25 días          |

## Ministerios
|                                                                       |                           |                                                     |                           |
| Partido político                                                      |                           | Unión Demócrata Cristiana                           | Unión Demócrata Cristiana |
| Partido político                                                      | Alianza Sahra Wagenknecht |                                                     |                           |
| Partido político                                                      | Partido Socialdemócrata   |                                                     |                           |
| Ministro-Presidente                                                   |                           |                                                     |                           |
| Ministro-Presidente                                                   |                           | Mario Voigt Desde el 12 de diciembre de 2024        |                           |
| Viceministros-Presidentes                                             |                           |                                                     |                           |
| Viceministra-Presidenta Primera                                       |                           | Katja Wolf Desde el 13 de diciembre de 2024         |                           |
| Viceministro-Presidente Segundo                                       |                           | Georg Maier Desde el 13 de diciembre de 2024        |                           |
| Ministros                                                             |                           |                                                     |                           |
| Asuntos Federales y Europeos, Deportes y Voluntariado                 |                           | Stefan Gruhner Desde el 13 de diciembre de 2024     |                           |
| Finanzas                                                              |                           | Katja Wolf Desde el 13 de diciembre de 2024         |                           |
| Interior, Asuntos Municipales y Desarrollo Regional                   |                           | Georg Maier Desde el 13 de diciembre de 2024        |                           |
| Economía, Agricultura y Medio Rural                                   |                           | Colette Boos-John Desde el 13 de diciembre de 2024  |                           |
| Medio Ambiente, Energía, Conservación de la Naturaleza y Silvicultura |                           | Tilo Kummer Desde el 13 de diciembre de 2024        |                           |
| Justicia, Migraciones y Protección del Consumidor                     |                           | Beate Meißner Desde el 13 de diciembre de 2024      |                           |
| Asuntos Sociales, Sanidad, Trabajo y Familia                          |                           | Katharina Schenk Desde el 13 de diciembre de 2024   |                           |
| Digitalización e Infraestructura                                      |                           | Steffen Schütz Desde el 13 de diciembre de 2024     |                           |
| Educación, Ciencia y Cultura                                          |                           | Christian Tischner Desde el 13 de diciembre de 2024 |                           |